# Burg Ebertshausen
Burg Ebertshausen (auch Ebratshausen) ist eine abgegangene Turmhügelburg (Motte) auf dem Gebiet der Gemeinde Gmund am Nordende des Tegernsees. Sie befand sich auf einem Burghügel westlich des heutigen Guts Kaltenbrunn im Landkreis Miesbach in Bayern. Die Anlage gehört zum Bodendenkmal unter der Aktennummer D-1-8236-0001 mit der Beschreibung „Burgstall des hohen und späten Mittelalters (‚Burg Ebertshausen‘) und untertägige frühneuzeitliche Befunde im Bereich von Gut Kaltenbrunn und seiner Vorgängerbauten“. 

## Geschichte
Ungesicherten Angaben zufolge fand sich bereits im Jahr 700 nach Christus an der Stelle ein Burghügel oder zumindest ein Turm aus römischer Besatzungszeit. Dieser wurde mit großer Wahrscheinlichkeit von den Gründern des Klosters Tegernsee, Adalbert und Ottokar, zur militärischen Absicherung des Klosterbaus genutzt. 

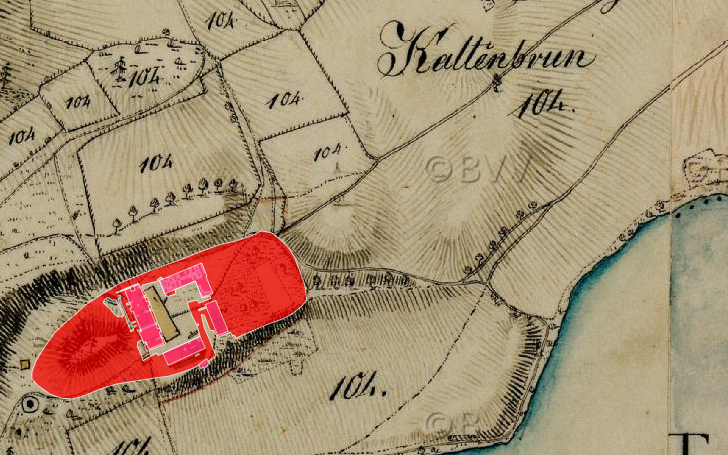
Lageplan von Burg Ebertshausen auf dem Urkataster von Bayern

Heute zeigt der Burgstall noch eine Grundmauer von 33 mal 22 Metern im Geviert erkennbar. Diese Mauer kann anhand der Steinfügung auf das 11. Jahrhundert datiert werden. Die damalige Motte bestand aus einer Mauer, einem Wohngebäude und einem Turm. Östlich des Burghügels auf dem heutigen Gelände des Guts Kaltenbrunn befanden sich vermutlich die zur Burg gehörenden Wirtschaftsgebäude. Im Jahr 1120 wurde die Burg durch eine Person namens „Herbreht“ erworben, wodurch sie den Namen Herbrechtshausen bzw. die heute gebräuchliche Form Ebertshausen erhielt. Das Geschlecht war bis zum Beginn des 13. Jahrhunderts im Besitz der Burg. Zu diesem Zeitpunkt findet sich die letzte urkundliche Erwähnung des Geschlechts in Person eines „Wezil“ und dessen Sohns „Hartmannus“. 
Im Jahre 1217 erwarb wiederum das Kloster Tegernsee die Burg sowie deren Grundstück und gab sie den Rabeneckern zu Lehen auf. Ab 1286 wurde die Burg an einen „Wichland“ aus der klösterlichen Grundherrschaft Eurasburg als Lehen gegeben. Der Lehensnehmer war als Klostermarschall nach Tegernsee berufen worden. Das Lehen umfasst damals laut der Monumenta Boica die Burg von Ebertshausen mit dem dortigen Turm, die Grundstücke und 52 Höfe, meist Einöden.
Aufgrund von Streitigkeiten zwischen dem Lehensnehmer und dem Abt des Klosters, unter anderem wegen Wirtschaftsgrundstücken und Fischereirechten, löste der Abt bereits nach fünfjähriger Lehenszeit das Lehen mit einer Summe von 300 Pfund Pfennigen von Wichlands Sohn Otto ab. In diesem Preis inbegriffen waren sämtliche Grundstücke der Eurasburger in der Gegend, das Kloster wurde damit zum fast alleinigen Grundeigentümer im Tegernseer Tal und weit darüber hinaus. 1321 erteilt Kaiser Ludwig der Baier daraufhin dem Kloster die Niedere Gerichtsbarkeit für den Tegernseer Winkel.
Die folgenden zwei Jahrhunderte blieb die Burg unbewohnt. Sie diente nur gelegentlich als Stützpunkt, z. B. für Jagdausflüge des Adels. Im Jahre 1468 war der Verfall der Burg soweit fortgeschritten, dass die Burg bis auf die Grundmauern geschleift wurde.